# 成閔
成闵（1094年—1174年），字居仁。邢州（今河北省邢台市）人，南宋将领。
靖康初年，刘韐为真定帅，招募勇士抵御金兵，成闵在其麾下。宋高宗即位，成闵带领数百骑至扬州。宋高宗南渡，成闵随韩世忠追击叛将苗傅、抗袭兀术、讨范汝为，因为力战却敌，积功至武功大夫、忠州刺史。
随韩世忠入见高宗，韩世忠指着成闵说：“臣在南京归德府，认为自己天下当先，要是当时见到此人，也该避他一头了。”高宗赞叹慰问鼓励。之后以攻取海州之功，擢升为磁州团练使。召见，赐给他袍带、锦帛，加赠玉束带。当时与金朝定盟，韩世忠罢兵，入为枢密使，成闵进任棣州防御使、殿前游奕军统制，转任保宁军承宣使。
绍兴二十四年（1154年），担任庆远军节度使。为母丁忧，高宗下诏起复，赠其母为郑国夫人。金朝皇帝完颜亮将撕毁盟约，高宗诏命成闵提禁旅三万镇守武昌，命湖北守司、漕司建造砦屋三万间来等待，发放折帛米钱茶引一共百四十余万缗、义仓和粜米六十三万石，以备军用。赏赐金器、剑甲亲自相送。成闵至湖北，不久，进驻应城县。
八月，担任湖北、京西制置使，节制两路军马。九月，兼京西、河北招讨使。十一月，诏命他回援淮西。成闵高兴能回来，冒雨兼程抵达建康府，士卒多死在路上，朝廷所给犒师物品他全归自己，不及士卒。士卒有怨言，成闵将他们斩杀。不久，转任淮东制置使，驻镇江。既而御史上书诸军都聚在镇江，恐怕敌人出其不意袭击上流，于是诏命成闵派遣鄂州张成、华旺军回驻湖北。
完颜亮死后，成闵率军渡江奔赴扬州。金军从盱眙渡淮河北去，成闵列兵南岸，军士应喏之声都可以听到。金军嘲笑他们：“转告成太尉，有劳护送。”当时金军士气已夺，每天担心宋军到来，抛弃戈甲、粟米堆积如山，宋军多靠粟米给养。只有成闵的军队多是浙人，平素不吃粟，死者很多。
成闵至泗州，上奏已经克复淮东。入朝，凡是侍从、卿监、阁门、内侍，都有贿赂。左正言刘度弹劾他，还是破格提拔为太尉，主管殿前司公事。再被御史弹劾，罢太尉，居住婺州，夺庆远节度使。乾道初年，听其自便，回到湖州；诏命恢复他的节度使，都统镇江诸军。乾道九年（1173年），请奉词，致仕，在平江府建园宅。
淳熙元年（1174年）卒，时年八十一岁。赠开府仪同三司。有子十一人。

## 延伸阅读
[在维基数据编辑]
 《宋史·卷370》，出自脱脱《宋史》